# Salvatore Loi

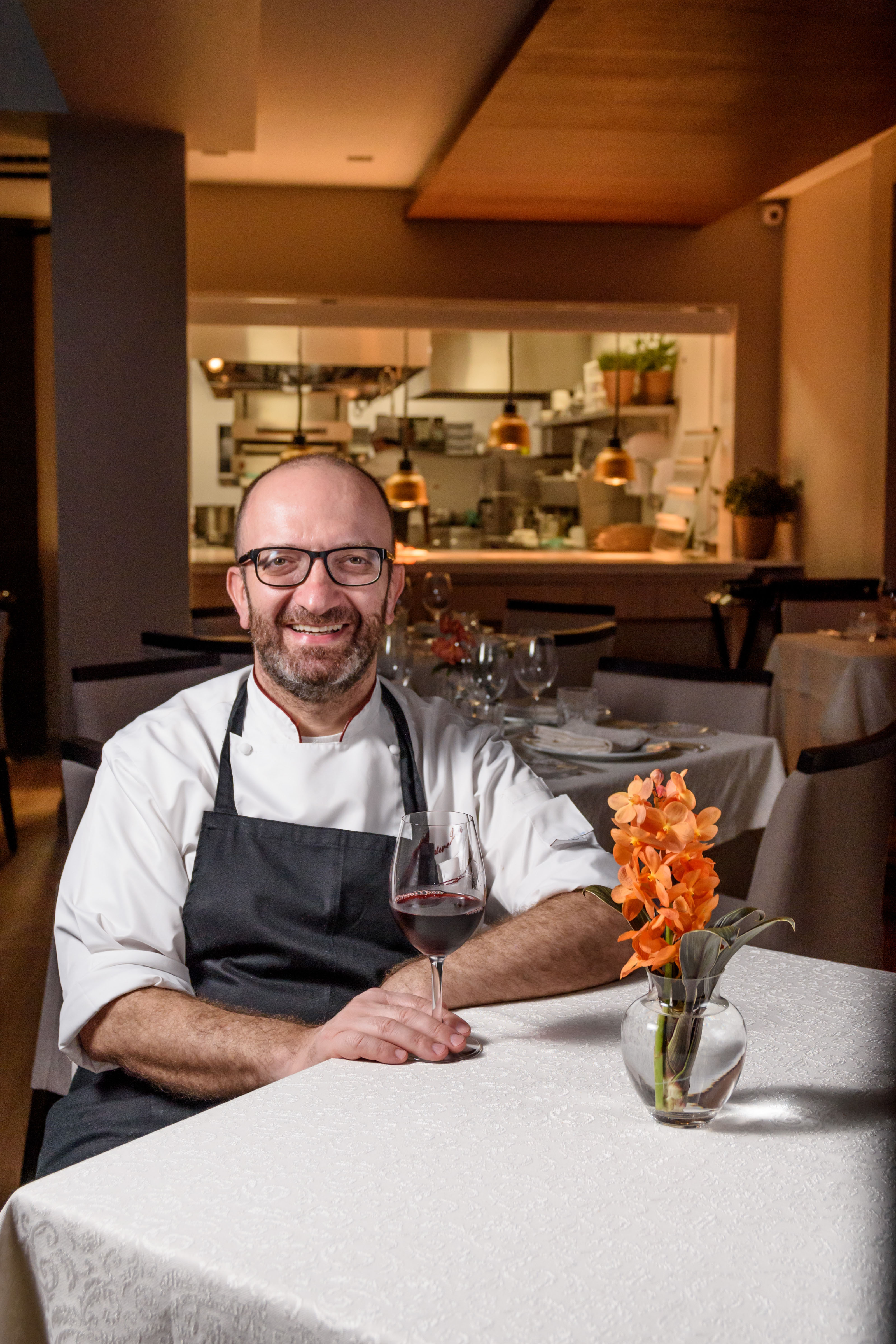
Salvatore Loi

Salvatore Loi, (nascido em Tempio Pausania, Sardenha, Itália, 6 de agosto de  1962) é um chefe de cozinha italiano, radicalizado no Brasil. Ele se destaca-se como um dos mais renomados Chefs mundiais atuando na cena gastronômica de São Paulo.
Formado em hotelaria pela escola profissional da Sardegna, Salvatore começou sua carreira na gastronomia em Milão e trabalhou em vários hotéis e restaurantes da Europa como o Hotel Palace de Milão, Vila D'Este (Como), Hotel Maurice (Paris) e também em Porto Cervo, Sevilha, Espanha, no Hotel Alfonso XIII.
Esteve a frente do Grupo Fasano por 13 anos (entre 1999 e 2012), como Chef executivo das operações de São Paulo, Rio de Janeiro, Brasília e Punta del Leste). Em seguida, foi sócio do Grupo Egeu onde liderou as casas Girarrosto e Mozza. Atualmente, o Chef comanda seu próprio restaurante: o Modern Mamma Osteria (MoMA), localizado na cidade de São Paulo.
Loi destaca-se na criação de pratos autorais e inovadores, sendo eleito chef do ano pela revista Veja em 2001 e 2004, revista Gula em 2002 e pelo Guia 4 Rodas, porém, sua maior premiação foi pela The Worlds 50 Best Restaurant Award como o melhor restaurante italiano da América Latina.